# Heidi Wunderli-Allenspach
Heidi Wunderli-Allenspach, née le 1er janvier 1947, est une biologiste suisse, devenue en 2007 la première femme recteur de l'École polytechnique fédérale de Zurich en 150 ans d'histoire.

## Jeunesse et études
Heidi Allenspach naît le 1er janvier 1947 dans la commune d'Uzwil, dans le canton de Saint-Gall. Elle passe un master en biologie de l'École polytechnique fédérale de Zurich (EPFZ) en 1970 puis devient assistante de recherches à l'Institut de recherches du cerveau de l’Université de Zurich. Ensuite, elle obtient un diplôme de troisième cycle en Médecine expérimentale et biologie à l'Université de Zurich, puis un doctorat au Département de microbiologie du Biozentrum de Bâle. Elle est chercheuse associée dans le département de chirurgie du Duke University Medical Center, à Durham entre 1976 et 1978. À partir de 1978, elle reçoit une bourse postdoctorale de l'Institut suisse de recherche expérimentale sur le cancer à Lausanne, puis dès 1981 de l'Institut d'immunologie et de virologie de l'Université de Zurich.

## Carrière à l'EPFZ

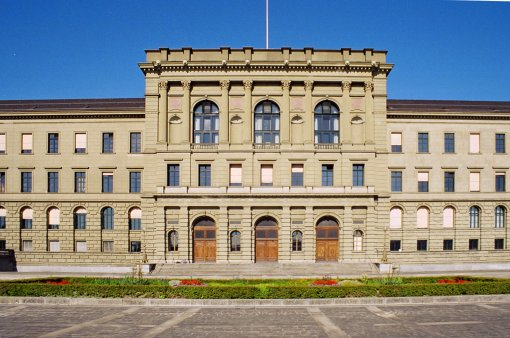
EPFZ, bâtiment principal

En 1985, Heidi Wunderli-Allenspach rejoint le département de pharmacie de l'EPFZ. Entre 1986 et 1992, elle est la première femme professeure adjointe de l'école et de 1992 à 1995 professeure agrégée en biopharmacie. Elle est entre autres cheffe du département de pharmacie puis du département de chimie et de biosciences appliquées.
En 2007, Wunderli-Allenspach devient la première femme recteur,, et adjointe du président de l'EPFZ ; elle occupe ce poste jusqu'en 2012. En tant que représentante de l'EPFZ, elle est membre de la fondation pour le logement étudiant, pour la garde d'enfants et de diverses institutions pour la promotion des sciences naturelles dans l'éducation, parmi lesquelles le Swiss Science Center Technorama à Winterthour et le programme éducatif NaTech. En outre, elle est membre du conseil d'administration de l'Institut universitaire de formation et de didactique de Zurich[réf. souhaitée].

## Recherches & publications
Les recherches d'Heidi Wunderli-Allenspach sont axées sur les aspects physico-chimiques et biologiques cellulaires de l'absorption, de la distribution et de l'élimination des médicaments dans le corps. Elle travaille sur des modèles in vitro de la barrière hémato-encéphalique et épithéliales établis afin d'étudier le transport des médicaments et l'interaction des médicaments et des excipients avec les membranes et les cellules dans des conditions standards.
Elle est l'auteure ou co-auteure de nombreux articles de recherche et ouvrages, dont :
- Heidi Wunderli-Allenspach, Pharmacokinetic profiling in drug research : biological, physicochemical, and computational strategies, Verlag Helvetica Chimica Acta, 2006, pages 143 - 152.
- Krämer, Stefanie-Dorothea, Wunderli-Allenspach, Heidi, Physicochemical properties in pharmacokinetic lead optimization, Il Farmaco, Volume 56, Issues 1–2, 1 March 2001, Pages 145-148.
- Kirchgraber, Urs, Wunderli-Allenspach, Heidi, Kurvendiskussion in der Biopharmazie, 2006-08.
- Ottiger, Cornelia, Wunderli-Allenspach, Heidi, Immobilized Artificial Membrane (lAM)-HPLC for Partition Studies of Neutral and Ionized Acids and Bases in Comparison with the Liposomal Partition System, Pharmaceutical Research, Volume 16(5), Pages 643 - 650.

## Autres fonctions
- 1998–2007 : Swiss Maturitätskommission and Deputy for the Curriculum of Pharmaceutical Sciences[réf. souhaitée].
- 2008 Présidente du conseil de surveillance de l'Ecole Polytechnique de Paris[11].
- Co-directrice de la "Society in Science: The Branco Weiss Fellowship"[réf. souhaitée].
- 2010-2019 : Présidente du conseil de surveillance de l'Université technique de Darmstadt[12].
- Membre de la plateforme SATW de l'Académie suisse des sciences techniques[13].